# آلن هوروات
آلن هوروات (انگلیسی: Alen Horvat؛ زادهٔ ۱۳ سپتامبر ۱۹۷۳) بازیکن سابق سرمربی فوتبال اهل کرواسی است.
از باشگاه‌هایی که در آن بازی کرده‌است می‌توان به باشگاه فوتبال ورونا،باشگاه فوتبال خرواتسکی دراگوولیاتس، و باشگاه فوتبال رییکا اشاره کرد.
وی در دوره مربیگری قهرمانی سوپر جام عربستان را بدست آورده
وی همچنین در تیم ملی فوتبال زیر ۲۱ سال کرواسی بازی کرده‌است.